# Golpe de Estado na Serra Leoa em 1992
O golpe de Estado na Serra Leoa em 1992 foi um golpe de Estado contra o governo da Serra Leoa por um grupo de jovens oficiais militares liderados pelo capitão Valentine Strasser, de 25 anos, em 29 de abril de 1992. Strasser tomou o controle do governo depondo o presidente Joseph Saidu Momoh.

## Contexto
A Serra Leoa era governada desde 1968 pelo All People's Congress, que, depois de um referendo constitucional em 1978 suspeito de ser manipulado,  se tornara o único partido legal. A corrupção e a má administração estavam desenfreadas, tanto sob Momoh  quanto sob seu antecessor, Siaka Stevens.
Em março de 1991, o país mergulhou numa guerra civil, opondo o governo contra a Frente Revolucionária Unida sob o comando de Foday Sankoh.  Os soldados governistas da linha de frente estavam insuficientemente abastecidos e alimentados,  e alguns reclamavam que não recebiam pagamentos há três meses.  O capitão Strasser testemunhou pessoalmente as condições deploráveis, sendo nomeado para uma unidade que lutava contra os rebeldes. Quando ele recebeu um ferimento por estilhaços, ficou descontente ao descobrir que não podia ser evacuado.

## O golpe
Strasser e outros oficiais subalternos organizaram um golpe.  Eles tomaram um comboio para Freetown, a capital, e capturaram a State House, onde o escritório de Momoh estava localizado (embora o mesmo ainda não tivesse chegado). A State House foi brevemente recuperada por tropas leais, mas logo retornaria às mãos dos amotinados.  Quando Momoh foi encontrado, foi enviado ao exílio de helicóptero para a Guiné. 

## Resultados
Joseph Opala, um historiador estadunidense que passou grande parte de sua vida adulta no país, foi cercado e enviado ao embaixador estadunidense para certificar que o governo dos Estados Unidos reconheceria o novo regime. O embaixador afro-americano Johnny Young afirmou que, embora geralmente não fosse feito, uma exceção ocorreria neste caso porque o governo anterior não tinha sido democraticamente eleito e também por causa do estado desesperado do país.
Proibindo todos os partidos políticos, o Conselho Nacional de Governo Provisório (National Provisional Ruling Council) foi formado como o novo governo.  O Parlamento foi dissolvido. 